# Böhmerbach (Jagst)
Der Böhmerbach ist ein weniger als zwei Kilometer langer Bach im Gebiet der Gemeinde Rainau im Ostalbkreis im östlichen Baden-Württemberg. Nach östlichem, später nordöstlichem Lauf mündet er etwas unterhalb des Rainauer Dorfes Schwabsberg von links in die obere Jagst.

## Geographie

### Verlauf
Der Böhmerbach entspringt etwas über einen Kilometer westlich des Ortsrandes von Schwabsberg am bewaldeten Hang Gehrhaldenbuck auf etwa 480 m ü. NHN dem Holderbrunnen. Der Abfluss der zuoberst in einem kleinen Talkessel liegenden, nur spärlich schüttenden Quelle fließt heute bald in einem recht gerade gezogenen Graben ostwärts den Hang hinab, der auf etwa 453 m ü. NHN am unteren Waldrand zum Ackergewann Mahdheide aussetzt. Südlich des 462,9 m ü. NHN hohen Hasenbühls gibt es heute auf den nächsten mehr als 300 Metern keinen offenen Wasserlauf mehr. Danach zieht wieder ungefähr auf der Tiefenlinie der Talmulde ein Graben weitere etwa 300 Meter lang neben einem ostwärts auf Schwabsberg zulaufenden Feldweg.
Am Bahndamm der Oberen Jagstbahn, die zuvor am Ostrand Schwabsbergs entlang führt, mündet diesem von rechts und Süden ein ebenfalls unbeständiger Graben dazu, danach unterquert der nunmehr beständiger wasserführende Böhmerbach den Damm und auf dessen anderen Seite gleich noch einen Feldweg. Sodann zieht der weiterhin grabenartige Böhmerbach nunmehr nordwestwärts wiederum neben einem Feldweg und unter einem mit Bäumen und Hecken bewachsenen rechten Hangrain, auf dem nahe die nächsten Häuser von Schwabsberg stehen.
Bald geht die Talmulde in die dort weite linke Jagstaue über. Nachdem der Bach zuletzt noch an der Kläranlage von Rainau vorbeigelaufen ist, fließt er auf etwa 433 m ü. NHN von links in die obere Jagst ein, weniger als einen Flusskilometer oberhalb der Mündung des Saubrunnenbachs von der anderen Seite.
Der Böhmerbach mündet nach etwa 1,7 km langem, auf einem Teilabschnitt unterirdischem Lauf mit mittlerem Sohlgefälle von etwa 28 ‰ rund 47 Höhenmeter unterhalb des Holderbrunnens.
Eine Karte aus der ersten Hälfte des 20. Jahrhunderts zeigt im Hangwald einen geschlungenen Lauf des Böhmerbachs. Damals floss er auch nach dem unteren Waldrand weiter offen und durchlief in der mit damaliger Flächenauszeichnung noch als Wiesengelände markierten Mahdheide auf knapp 450 m ü. NN einen kleinen See des Namens Seelesweiher.

### Einzugsgebiet
Das Einzugsgebiet des Böhmerbachs ist 1,4 km² groß. Es liegt naturräumlich gesehen überwiegend im Unterraum Ellwanger Berge der Schwäbisch-Fränkischen Waldberge, an den oberen Rändern liegen Teile auch im zum Naturraum Östliches Albvorland gehörenden Härtsfeldvorland, ein breiter Streifen im Süden gehört zum Unterraum Goldshöfer Terrassenplatten, ein nur schmaler Streifen im Westen über dem Gehrhaldenbuck mit dem Holderbrunnen zu dessen Unterraum Platte von Neuler. Dort liegt auf der Wasserscheide der mit etwa 506 m ü. NHN höchste Punkt.
Zwei recht kleine Zwickel Ackerlandes auf dieser Höhe gehören zum Gebiet der Gemeinde Neuler, das übrige Einzugsgebiet zur Gemarkung Schwabsberg der Gemeinde Rainau, dessen Dorf Schwabsberg im Osten als einziger Siedlungsplatz etwa zur Hälfte mit neueren Siedlungsgebieten innerhalb liegt. Westlich des Dorfes erstreckt sich heute eine weite Ackerzone bis ganz zum Fuß des bewaldeten Gehrhaldenbucks.
Reihum grenzen die Einzugsgebiete der folgenden Nachbargewässer an:
- Im Norden fließt ein im Wald Gülzen entstehender Bach fast parallel zum Böhmerbach wenig weiter abwärts in die Jagst, am Unterlauf heute anscheinend teilweise unterirdisch;
- das Gebiet im Süden entwässert über zwei erst am unteren Flusstalhang entstehende Hangbäche oberhalb zur Jagst;
- im Westen fließt der Strütbach südostwärts zum Ahlbach, der noch etwas weiter aufwärts im Bucher Stausee die Jagst speist.

### Zuflüsse
Der Böhmerbach hat nur einen Zufluss von einiger Bedeutung, einen Graben, der nahe am Südwesteck der Schwabsberger Bebauung auf etwa 480 m ü. NHN am Rand des Neubauviertels am Lerchenweg einsetzt und im Wesentlichen nordwärts läuft, für über die Hälfte seines etwa 0,8 km langen Weges dem Siedlungsrand entlang. Im Bereich der Westerfeldstraße liegt linksseits ein etwas unter 0,1 ha großes, ins Terrain eingesenktes Rückhaltebecken mit Zu- und Abflusseinrichtung. Danach fließt der Graben bald an der Westseite des Bahndamms entlang und mündet unmittelbar vor der Bahnunterquerung der Böhmerbachs auf unter 445 m ü. NHN von rechts in diesen. Dieser abschnittsweise nur unbeständig wasserführende Zufluss hat ein etwa 0,4 km² großes Teileinzugsgebiet.

## Geologie
Im überwiegenden Teil des Einzugsgebietes steht im Untergrund der Stubensandstein (Löwenstein-Formation) an, am West- und am Südrand liegen aber höhere triassische Schichten über den Knollenmergel (Trossingen-Formation) teilweise bis hinauf zum Obtususton des Unterjuras.
Große Teile dieser Schichten sind mit geologisch viel jüngeren quartären überlagert. So finden sich auf den Juraschichten weithin lössführende Fließerden und kleine Zwickel von Lösssediment. Die mittlere Höhenplattform vom Fuß der Randerhebungen bis nach Schwabsberg hinein trägt einige Inseln aus Goldshöfer Sanden, die im Pleistozän von der damals noch in Gegenrichtung zur Urbrenz entwässernden Jagst abgelagert wurden; dieser Teil des Einzugsgebietes ist also eine alte Hochterrasse des Flusstals. Die linksseits recht breite Talebene des Jagst besteht aus holozänen Auensedimenten.
Vermutlich streicht eine Störungslinie mit der Hochscholle im Westen von Süd nach Nord etwa am Westrand von Schwabsberg entlang.

### LUBW
Amtliche Online-Gewässerkarte mit passendem Ausschnitt und den hier benutzten Layern: Lauf und Einzugsgebiet des Böhmerbachs

Allgemeiner Einstieg ohne Voreinstellungen und Layer: Daten- und Kartendienst der Landesanstalt für Umwelt Baden-Württemberg (LUBW) (Hinweise)
1. 1 2 3 4 5  Höhe nach dem Höhenlinienbild auf dem Hintergrundlayer Topographische Karte.
2. ↑  Länge 0,646 km nach dem Layer Gewässernetz (AWGN), ergänzt um das auf der Gewässerkarte nicht berücksichtigte 1,05 km lange Anfangsstück, das auf dem Hintergrundlayer Topographische Karte abgemessen wurde.
3. ↑  Einzugsgebiet nach dem Layer Basiseinzugsgebiet (AWGN).
4. ↑  Natur teilweise nach dem Layer Geschützte Biotope.
5. ↑  Länge abgemessen auf dem Hintergrundlayer Topographische Karte.
6. ↑  Seefläche abgemessen auf dem Hintergrundlayer Topographische Karte.
7. ↑  Einzugsgebiet abgemessen auf dem Hintergrundlayer Topographische Karte.

### Andere Belege
1. ↑  Modellierte Werte nach Abfluss-BW Gewässerknoten MQ/MNQ
2. ↑  Zufluss auf dem DOP Viewer
3. ↑  Früherer Lauf nach:
  - Meßtischblatt 7026 Ellwangen von 1935 in der Deutschen Fotothek
4. ↑  Hansjörg Dongus: Geographische Landesaufnahme: Die naturräumlichen Einheiten auf Blatt 171 Göppingen. Bundesanstalt für Landeskunde, Bad Godesberg 1961. → Online-Karte (PDF; 4,3 MB)
5. ↑  Geologie nach den Layern zu Geologische Karte 1:50.000 auf: Mapserver des Landesamtes für Geologie, Rohstoffe und Bergbau (LGRB) (Hinweise)